# Liên kết hóa học
Trong hóa học, liên kết hóa học là lực, giữ cho các nguyên tử liên kết với nhau trong các phân tử hay các tinh thể. Sự hình thành các liên kết hóa học giữa các nguyên tố để tạo nên phân tử được hệ thống hóa thành các lý thuyết liên kết hóa học. 
- Thuyết liên kết hóa trị và khái niệm của số oxy hóa được dùng để dự đoán cấu trúc và thành phần phân tử.
- Thuyết vật lý cổ điển về Liên Kết Điện Tích và khái niệm của số điện âm dùng để dự đoán nhiều cấu trúc ion.

Với các hợp chất phức tạp hơn, chẳng hạn các phức chất kim loại, thuyết liên kết hóa trị không thể giải thích được và sự giải thích hoàn hảo hơn phải dựa trên các cơ sở của cơ học lượng tử.
Các đặc trưng không gian và khoảng năng lượng tương tác bởi các lực hóa học nối với nhau thành một sự liên tục, vì thế các thuật ngữ cho các dạng liên kết hóa học khác nhau là rất tương đối và ranh giới giữa chúng là không rõ ràng. Tuy vậy, Mọi liên kết hóa học đều nằm trong những dạng liên kết hóa học sau
- Liên kết ion hay liên kết điện hóa trị
- Liên kết cộng hóa trị
- Liên kết cộng hóa trị phối hợp
- Liên kết kim loại
- Liên kết hiđrô

Mọi liên kết hóa học phát sinh ra từ tương tác giữa các điện tử của các nguyên tử khác nhau đưa đến quá trình hình thành liên kết chính là sự giảm mức năng lượng. Điều này cho thấy, các quá trình hình thành liên kết luôn có năng lượng đính kèm entanpi < 0 (hệ toả năng lượng).
Trong liên kết điện tích, nguyên tố các điện tích liên kết với nhau qua lực hấp dẫn điện giữa hai điện tích. Vậy, các nguyên tố dễ cho hay nhận điện tử âm để trở thành điện tích dương hay âm sẻ dễ dàng liên kết với nhau. Liên kết điện tích ion được mô tả bởi vật lý cổ điển bằng lực hấp dẫn giữa các điện tích
Trong liên kết cộng hóa trị, Các dạng liên kết hóa học được phân biệt bởi khoảng không gian mà các điện tử tập trung hay phân tán giữa các nguyên tử của chất đó. Các điện tử nằm trong liên kết không gắn với các nguyên tử riêng biệt, mà chúng được phân bổ trong cấu trúc ngang qua phân tử, được mô tả bởi học thuyết phổ biến đương thời là các quỹ đạo phân tử. Không giống như liên kết ion thuần túy, các liên kết cộng hóa trị có thể có các thuộc tính không đẳng hướng. Trạng thái trung gian có thể tồn tại, trong các liên kết đó là hỗn hợp của các đặc trưng cho liên kết ion phân cực và các đặc trưng của liên kết cộng hóa trị với điện tử phân tán. Liên kết cộng hóa trị thì phải dựa chủ yếu vào các khái niệm của cơ học lượng tử về khoảng không gian mà các điện tử tập trung hay phân tán với một năng lượng nhiệt tương ứng
Các liên kết hóa học phải tuân theo định luật bảo tồn năng lượng

## Năng lượng liên kết
Năng lượng liên kết đặc trưng cho độ bền của liên kết. Năng lượng liên kết 
càng lớn thì liên kết càng bền và phân tử càng khó bị phân hủy.
Dưới đây là năng lượng liên kết trung bình của một số liên kết hoá học.
| Liên kết | Eb(kJ/mol) |
| -------- | ---------- |
| F-F      | 159        |
| Cl-Cl    | 243        |
| Br-Br    | 193        |
| I-I      | 151        |
| H-F      | 569        |
| H-Cl     | 432        |
| H-Br     | 366        |
| H-I      | 299        |
| H-H      | 436        |
| C-C      | 346        |
| C=C      | 612        |
| C≡C      | 835        |
| C-H      | 418        |
| C=O      | 732        |
| O=O      | 494        |
| N≡N      | 945        |
| N-H      | 386        |
| O-H      | 459        |

## Quan hệ giữa độ âm điện với liên kết hóa học
Để đánh giá loại liên kết hóa học trong hợp chất,người ta có thể dựa vào hiệu độ âm điện. Các loại liên kết hóa học được phân loại tương đối theo quy ước kinh nghiệm dựa vào thang độ âm điện của Linus Pauling như sau:
| Hiệu độ âm điện ({\displaystyle \Delta \chi }) | Loại liên kết               |
| ---------------------------------------------- | --------------------------- |
| {\displaystyle 0\leq \|\Delta \chi \|<0.4}     | Cộng hoá trị không phân cực |
| {\displaystyle 0.4\leq \|\Delta \chi \|<1.7}   | Cộng hoá trị phân cực       |
| {\displaystyle 1.7\leq \|\Delta \chi \|}       | Ion                         |

Hiệu độ âm điện chỉ cho dự đoán loại liên kết hóa học trong phân tử về mặt lý thuyết. Dự đoán này còn phải được xác minh độ đúng đắn bởi nhiều phương pháp thực nghiệm khác.